# Acacia pseudointsia
Acacia pseudointsia é uma espécie de leguminosa do gênero Acacia, pertencente à família Fabaceae.